# Vojtěch Nipl
Vojtěch Nipl (14 januari 1993) is een Tsjechisch veldrijder die sinds 2014 uitkomt voor Bohemia Cycling Track Team.
In 2009 werd hij Tsjechisch kampioen bij de junioren. In 2013 pakte hij brons bij de eliterenners.

## Palmares

### Veldrijden
| Seizoen   | Wereldbeker | Superprestige | bpost bank trofee | WK  | TK     | Overige    | Totaal aantal zeges |
| --------- | ----------- | ------------- | ----------------- | --- | ------ | ---------- | ------------------- |
| 2011-2012 |             |               |                   | NVT | 14e    |            | 0                   |
| 2012-2013 |             |               |                   | NVT | Brons  | Lorsch     | 1                   |
| 2013-2014 |             |               |                   | NVT | 9e     | Holé Vrchy | 1                   |
| 2014-2015 |             |               |                   |     | Zilver | Holé Vrchy | 1                   |

### Jeugd
- TK Veldrijden: 2009 (junioren)